# Incendies
Incendies (bra: Incêndios; prt: Incendies - A Mulher Que Canta) é um filme canado-francês de 2010, do gênero drama, dirigido por Denis Villeneuve, com roteiro de Valérie Beaugrand-Champagne e do próprio diretor baseado na peça teatral Incendies, de Wajdi Mouawad.

## Enredo
No Canadá, Nawal Marwan falece em razão de um surto psicótico. Com ajuda de seu chefe e amigo, o notário Jean Label, Nawal deixa claras e peculiares orientações testamentárias aos seus filhos gêmeos: Jeanne e Simon.
Primeiramente, Nawal exigiu que não tivesse um funeral convencional: Deveria ser enterrada nua, de “costas para o mundo”, sem caixão, sem lápide e sem orações. Em suas palavras: “uma pessoa que não cumpre suas promessas não merece sequer um funeral”. Além disso, Jeanne e Simon recebem, cada um, uma missão: Jeanne deveria entregar uma carta ao seu pai, cuja identidade lhe era desconhecida, uma vez que acreditava que o mesmo havia morrido em uma guerra na cidade de Daresh, no Oriente Médio. Simon deveria entregar uma carta ao seu irmão, cuja identidade também lhe era desconhecida. Após a entrega dos envelopes com as cartas, os gêmeos teriam a permissão para construir uma lápide para a mãe.
Simon inicialmente reluta, mas Jeanne decide satisfazer as orientações testamentárias de Nawal. Para tal fim, seria necessário que a garota viajasse para o Oriente Médio, lugar onde a mãe nasceu e viveu antes do nascimento dos filhos. Uma vez que Jeanne sabia que Nawal havia estudado francês na Universidade de Daresh, a filha decide começar a busca pelo pai e irmão desconhecidos na região. Seguindo os aconselhamentos de Niv Cohen, seu orientador profissional, Jeanne delibera procurar por Said Haidar, professor da universidade.
Por meio de flashbacks, o passado de Nawal Marwan é lentamente revelado. A princípio, Nawal vivia na aldeia de Der Om em Fouad. Cristã e grávida de seu namorado Wahab, um refugiado muçulmano, Nawal tenta fugir, temendo as retaliações de sua família. Na fuga, Wahab é alvejado pelos irmãos de Nawal, que tem sua vida poupada graças às súplicas de sua avó.
Nawal revela a gravidez para a avó, que promete cuidar da jovem durante a gestação sob a condição de que Nawal abrisse mão da criação da criança, entregando-a a um orfanato a fim de evitar um escândalo. Para que a criança pudesse ser identificada no futuro, a avó tatua três pontos pretos no calcanhar do bebê, que, para o sofrimento de Nawal, é entregue à parteira logo após o nascimento.
Na atualidade, em Daresh, Jeanne procura por Said Haidar. Ao mostrar a foto de sua mãe, Said não a reconhece, admitindo que não lecionava na universidade na época em que Nawal a frequentou. Jeanne então decide ir pessoalmente à Universidade de Daresh. Lá, a garota conversa com Najat, antigo funcionário da Universidade. Najat possui uma vaga lembrança da mulher, mas, ao observar detalhes da foto mostrada pela filha, concluí que foi Nawal foi fotografada em presídio chamado Kfar Ryat, ao sul do país.
Em flashbacks, descobre-se que, após a perda do filho, Nawal mudou-se para Daresh e de fato estudou na universidade, a pedido da avó. Na cidade, morou com seu tio Charbel e outros membros da família, além de trabalhar em um jornal familiar. Em meio a uma guerra civil entre muçulmanos e cristãos, Nawal, mesmo sendo católica, se alia aos jovens ativistas que se opunham aos “nacionalistas” – membros do partido de direita-cristã. Com a intensificação da guerra, Nawal decide procurar o filho nos orfanatos próximos, temendo que a criança fosse machucada.
Ao chegar no primeiro orfanato, Nawal descobre que apenas abrigavam crianças do sexo feminino. Os garotos eram encaminhados para o orfanato de Kfar Khout, que havia sido bombardeado pelos “nacionalistas” no dia anterior. Mesmo sabendo do bombardeio, ela vai pessoalmente ao local, que já se encontrava em ruínas. Um peregrino que passava pela região informa à Nawal que os aldeões muçulmanos provavelmente levaram as crianças para o Campo de Deressa.
Temendo pela vida do filho, Nawal toma um ônibus em destino à Deressa, se fazendo passar por muçulmana para obter ajuda. O ônibus, contudo, é baleado brutalmente por soldados católicos. Nawal se salva provando ser católica ao mostrar seu colar com um crucifixo. Os soldados incendeiam o ônibus, matando todos os outros passageiros islâmicos.
No presente, Jeanne viaja para o sul em busca de informações sobre Nawal e Wahab. Em uma simples aldeia, a garota é informada de que havia uma mulher que conheceu a falecida mãe, chamada Souha. Ao encontrar Souha, Jeanne é advertida de que não seria bem-vinda, justamente por ser filha de Nawal, que possuía uma péssima reputação na região. Souha e as outras mulheres da aldeia aconselham Jeanne a continuar procurando por seu pai, mas omitindo a identidade de sua mãe.
Em flashbacks, após o incêndio do ônibus, Nawal se dirige à Deressa na esperança de encontrar o filho, contudo, encontra a cidade completamente destruída. Desiludida e revoltada, Nawal procura soldados muçulmanos e confessa que, apesar de ser cristã e ter trabalhado no jornal em Daresh, que pregava pelo fim da guerra e a paz entre os povos, possuía ódio e repulsa pelos “nacionalistas”, ódio este que, recaía sobretudo na figura de um homem chamado Chamseddine, líder da milícia cristã.
Nesse contexto, Nawal participa de um plano de vingança contra Chamseddine, que consistiu em se infiltrar na casa do político se passando por uma professora de francês para o seu filho. Na data e hora combinada, Nawal atira em Chamseddine publicamente, levando-a ser presa no presídio político de Kfar Ryat.
Na atualidade, após ser expulsa da casa de Souha, Jeanne visita o presídio de Kfar Ryat. Seguindo conselhos de um guia turístico, Jeanne segue para encontrar Fahim Harrsa, carcereiro da prisão durante o tempo em que Nawal esteve presa. Fahim explica à Jeanne que Nawal assassinou o líder da milícia cristã (Chamseddine) e que sofreu duramente as consequências de seus atos. Ficou presa por quinze anos presa sendo torturada e estuprada por um homem chamado Abou Tarek. Nawal recebeu o apelido de “mulher que canta”, por cantar exaustivamente durante o cárcere. Fahim também conta que Nawal engravidou de Abou Tarek na prisão e informa o contato da enfermeira que auxiliou no parto.
Psicologicamente desgastada, Jeanne telefona para Simon e implora para que o irmão fosse ajudá-la. Simon aceita ir. Jean Label, o notário, faz questão de acompanhá-lo.
Por meio de flashbacks, a triste passagem de Nawal na prisão é revelada. Nawal ficou encarcerada solitária e ansiosa. Passou a cantar para se distrair dos gritos dos outros presos sendo torturados. Com a chegada de Abou Tarek, passou a ser igualmente torturada e estuprada. Nawal ficou grávida dos gêmeos e rejeitou veementemente a gravidez. Foi combinado que Nawal seria liberta logo após o parto, auxiliado pela enfermeira Maika. Após o nascimento das crianças, ambas foram jogadas em um rio, como de costume. Maika as regatou por empatia a Nawal, que conforme a combina, foi posta em liberdade.
Na atualidade, com a chegada de Simon e contando com a pista dada por Fahim Harrsa, os irmãos vão ao Hospital Americano procurar pela enfermeira Maika, em estado grave de saúde. Os gêmeos acreditavam que Nawal poderia ter dado à luz ao desconhecido irmão no cárcere, contudo, Maika revela a gravidez gemelar de Nawal, para o desgosto de Simon e Jeanne, que ficam horrorizados ao saberem que são frutos de um estupro.
Para honrar a promessa feita no leito de morte de Nawal, Jean se compromete a fazer tudo o possível para ajudar os gêmeos a encontrarem os destinatários das cartas. Dessa forma, contrata o investigador profissional Maddad. Jean, Simon e Jeanne se encontram com Maddad em um restaurante para conversarem sobre as investigações. Maddad confessa que não conseguiu registros de Abou Tarek, o pai, crendo que o mesmo possa ter mudado de identidade. Quanto ao irmão, revela que este nasceu no ano de 1970 e foi entregue ao orfanato de Kfar Khout no mês maio. Por esta razão, foi lhe dado o nome de Nihad de Maio. Por exclusão e coincidências, apenas Nihad poderia ser a criança desaparecida. O investigador revela que o orfanato foi bombardeado e o paradeiro das crianças era desconhecido.
Maddad, sendo um grande conhecedor dos costumes dos povos daquela região, sugere que Simon vá até a cidade de Deressa e, despretensiosamente, revele ser o filho da “mulher que canta” e estar à procura de Nihad de Maio. Certamente os moradores não iriam revelar detalhes imediatamente, contudo, o boato se espalharia e alguém o procuraria para revelar informações pertinentes de forma discreta. O plano dá certo e, na mesma tarde, dois homens procuram Simon no hotel.
Vendado, Simon é levado para um outro hotel, sendo interrogado por suas motivações. Simon revela categoricamente ser filho de Nawal Marwan e ter certeza de que Nihad de Maio é seu irmão. Então, o garoto fica a sós com Wallat Chamseddine, um antigo soldado cristão que, por certa compaixão e pena de Simon, decide revelar-lhe a verdade sobre Nihad.
Nihad foi poupado no massacre no orfanato de Kfar Khout. Os militares cristãos o recrutaram e o treinaram. Nihad desejava ser um mártir para que sua foto fosse amplamente divulgada e sua mãe a encontrasse. À medida que o tempo se passava, Nihad se tornava mais violento. Em certo momento, sua conquista como atirador de elite lhe levou a trabalhar no presídio de Kfar Ryat, como torturador. Nesta época, trocou seu nome para Abou Tarek, ou seja, Nihad de Maio e Abou Tarek são a mesma pessoa. Nihad, portanto, é pai e irmão de Simon e Jeanne, tendo torturado, estuprado e engravidado a própria mãe, sem saber.
Simon retorna ao hotel e revela a verdade perturbadora à Jeanne, findando o mistério que os cercava. Enfim, é revelado o momento de colapso de Nawal: Após o nascimento dos gêmeos, Nawal recebeu ajuda dos companheiros muçulmanos para que fugisse do país. A figura principal que a ajudou, incentiva Nawal a aceitar as crianças gêmeas, mesmo que estas sejam frutos de uma violação. Nawal aceita a proposta e se muda para o Canadá com Simon e Jeanne. Anos depois, em um clube aquático, Nawal reconhece o filho perdido pela tatuagem de três pontos no calcanhar, contudo, ao olhar para o rosto do homem, reconhece ser Abou Tarek. Desde esse momento, ficou em estado semivegetativo, até morrer.
É revelado que Nihad vivia no Canadá sob nova identidade: Nihad Harmanni. Simon e Jeanne retornam, localizam Nihad e lhe entrega os envelopes. O envelope destinado ao “pai” era um manifesto de ódio e repulsa e um claro desejo de que a verdade fosse revelada, pelo menos aos gêmeos. Já o envelope destinado ao “irmão”, surpreendentemente, era uma carta de carinho, do qual Nawal revela que ama Nihad como seu filho e que sempre o procurou. Simon e Jeanne também recebem uma carta final, da qual Nawal se despede e declara o amor incondicional aos seus filhos. Enfim, o longa é finalizado com Nihad, envergonhado e consumido pelo remorso, observando o túmulo de Nawal, já com sua lápide.

## Elenco
Principais
- Lubna Azabal como Nawal Marwan (mãe)
- Mélissa Désormeaux-Poulin como Jeanne Marwan (filha)
- Maxim Gaudette como Simon Marwan (filho)
- Rémy Girard como Jean Lebel (notário)

Outros
- Abdelghafour Elaaziz como Abou Tarek
- Allen Altman como notário Maddad
- Mohamed Majd como Carmela
- Nabil Sawalha como Fahim
- Baya Belal como Maika
- Bader Alami como Nicolas
- Karim Babin como guarda do Catelani
- Anthony Ecclissi como salva-vida
- Joyce Raie
- Yousef Shweihat como xerife
- Celine Soulier como jornalista francês
- Mher Karakashian como assistente do Catelani

## Recepção
No agregador de críticas Rotten Tomatoes, que categoriza as opiniões apenas como positivas ou negativas, o filme tem um índice de aprovação de 93% calculado com base em 121 comentários dos críticos que é seguido do consenso: "É confuso, longo demais e um toque melodramático, mas essas falhas empalidecem diante da atuação impressionante de Incendies e do impacto emocional devastador." Já no agregador Metacritic, com base em 42 opiniões de críticos que escrevem em maioria para a imprensa tradicional, o filme tem uma média aritmética ponderada de 80 entre 100, com a indicação de "revisões geralmente favoráveis".